# Clairvillia curialis
Clairvillia curialis är en tvåvingeart som beskrevs av Henry J. Reinhard 1958. Clairvillia curialis ingår i släktet Clairvillia och familjen parasitflugor. Inga underarter finns listade i Catalogue of Life.